# Ponto quente

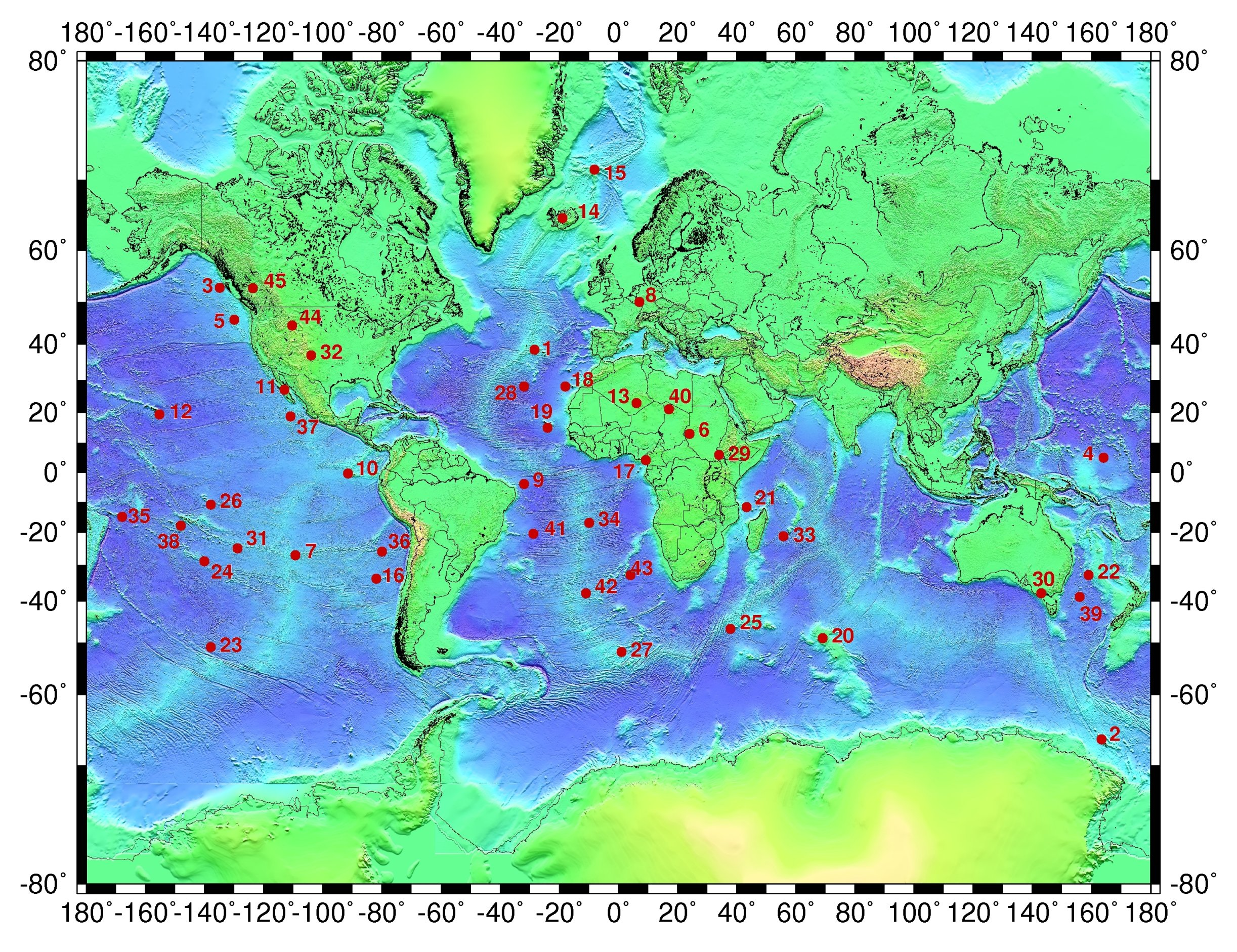
Mapa mundial que mostra a localização de alguns dos pontos quentes mais conhecidos.

Pontos quentes (em inglês: hotspot) são pontos de anomalia termal no interior da Terra, ligados a sistemas de convecção mantélica e responsáveis pelo vulcanismo que ocorre no interior de placas tectônicas. Considera-se que a irregularidade térmica é devido à elevação de convecção pós-térmica do manto superior, denominado pluma térmica. Em regiões oceânicas, encontram-se vulcanismos basálticos de composição álcali-olivina basáltica e toleítica. Em regiões continentais, observam-se vulcanismos de basalto toleítico, álcali-olivina basáltivo, fonolítico e carbonatítico. Observa-se um rastro que assinala o movimento da placa tectónica sobre o ponto quente.
A teoria dos pontos quentes foi postulada pelo geofísico canadense J. Tuzo Wilson em 1963 para explicar a existência de celas de vulcões formando linhas coincidentes com a direção geral de movimento das placas sobre as quais assentam, e teve como modelo o arquipélago do Havaí. Nestas áreas, os vulcões parecem indiciar a passagem da crosta terrestre sobre uma pluma de material magmático, essencialmente fixa no manto terrestre, que ao ascender à superfície origina sucessivos edifícios vulcânicos.
A origem das plumas mânticas foi durante muito tempo atribuída à formação de uma estrita coluna ascendente de material mais quente desde a zona de fronteira entre o manto e o núcleo terrestre que ascenderia até à superfície. Dados recentes colocam em causa a existência destas estruturas profundas, apontando como origem das plumas a formação de zonas estáveis de convecção térmica nas camadas mais externas do manto terrestre. 
Estão identificados cerca de 50 pontos quentes na Terra, a maioria dos quais associada à presença de ilhas oceânicas, tais como os Açores, Madeira, Cabo Verde, Islândia, Fernando de Noronha, Havaí, Reunião, e de cadeias vulcânicas como as de Yellowstone e do Monte Camarões. Yellowstone, inclusive, é conhecido por ser um dos únicos pontos quentes do mundo com Índice de Explosividade Vulcânica (IEV) 8, o maior existente.
A partir da década de 1930, Holmes aventou a ideia da movimentação do Homem motivada por diferenças térmicas, que dão origem a correntes de convecção num meio sólido, porém dotado de plasticidade, com elevado grau de viscosidade, que caracteriza o manto superior. Tais ideias têm em comum que os movimentos verticais e horizontais da litosfera são originados por correntes e deslocamentos de massas que se substituem mutuamente nas profundidades, situadas abaixo da delgada crosta terrestre. Os blocos siálicos seriam afetados por estas correntes, podendo ser arrastados pelo fluxo horizontal que se desliza por baixo, ou mesmo soerguidos ou abatidos, conforme a direção destas correntes. Essa teoria está diretamente ligada à teoria da migração continental. A película terrestre é insignificante em relação às regiões profundas, gigantescas. Tendo a crosta uma constituição pouco rígida, é por isso relativamente sensível às correntes profundas, cuja natureza é admitida como sendo de diversas causas. Acredita-se que esse processo funcione de uma forma parecida com a seguinte: as massas profundas ao receberem um aumento térmico, proveniente das maiores profundidades do manto ou da desintegração radioativa, sofrem, por conseguinte, um impulso para subir, segundo o princípio de Arquimedes. Por outro lado, as mais elevadas condensam-se e tendem a afundar.